# 神山卓三
神山卓三（1931年11月22日—2004年3月15日），是日本的声优和演员，所属声优事务所是东京俳优生活协同组合。

## 生平
生于东京府东京市。在舞台艺术学院本科第五期毕业。
在舞芸座，剧团中间、和剧团新演工作后，他从1960年开始是东京俳优生活协同组合的成员。
他主要活跃在昭和与平成时期。他配音的角色包括中年男子和老人，以及许多非人类的角色。在特摄电影中，他经常扮演滑稽的怪人和轻松的反派角色。
作为一名演员，他出演了杂居时代、传闻中的侦探汤米和马苏中的南田侦探，以及燃烧的草等。
2004年7月12日，因败血症在埼玉县新座市的医院死亡，终年72岁。

## 角色接替者
神山卓三去世后，接替角色的配音演员有以下几位：
| 继任者   | 角色名        | 作品                   | 继任后的第一部作品      |
| -------- | ------------- | ---------------------- | ----------------------- |
| 绪方贤一 | 狼人          | 怪物王子第2季          | CR怪物くん              |
| 茶風林   | 大洋网        | 大松君第2季            | CRおそ松くん            |
| 高塚正也 | 大洋网        | 大松君第2季            | 大松君（柏芝乐版本）    |
| 田中英樹 | 奥蒂斯 (超人) | 超人                   | WOWOW版追加收录         |
| 上田燿司 | 肯肯          | チキチキマシン猛レース | チキチキマシン猛レース! |
| 上田燿司 | 怪物          | チキチキマシン猛レース | チキチキマシン猛レース! |

## 出演作品
※表記粗字的人物為主演角色。

### 電視動畫
1963年
- 狼少年（大猩猩）

1966年
- 小松君（大褲衩〈初代〉、達悠〈初代〉）

1968年
- 馬赫GOGOGO

1971年
- 巨人之星（岡田功、吉原正喜）

1972年
- 嚕嚕米（跟蹤鬼〈第2代〉）

1974年
- 科學忍者隊（巡邏隊長、可米貝博士）

1975年
- 元祖天才妙老爹
- 时间飞船（機器老大）
- 龍龍與忠狗（郵差）

1978年
- 佩琳物語（神父）
- 高立的未來世界（頓可洛斯）
- 魯邦三世第二季（住持、阿里巴巴·奈伊巴巴、邦邱教授）

1979年
- 銀河鐵道999（世井正雪）
- 哆啦A夢

1980年
- 怪物君（狼男）
- 鐵臂阿童木 第二作（佛拉博士）

1981年
- 福星小子（餐廳經理）

1983年
- 亞空大作戰Srungle（豬野博士）
- 漫畫日本史（真田幸村、加藤忠廣、田沼意次）

1985年
- 小公主莎拉（服裝店老闆）

1987年
- 超能力魔美（大寺主為三、社長、橫澤）
- 城市獵人（黑川導演）
- 格林名作劇場（國王大人）

1989年
- 美味大挑戰（松）
- 亂馬½（踢館者）

1993年
- 妙廚老爹（篠田教授）

1998年
- 守護月天（彼得船長）

### 電影動畫
1971年
- 動物寶島（康康）

1979年
- 高立的未來世界（頓可洛斯）

1982年
- 怪物君電影版 惡魔之劍（狼男）

1986年
- 天空之城（夏魯魯）

1994年
- 大雄與夢幻三劍士（熊）